# Пикап (кузов)
Пика́п (от англ. pick-up — поднимать, отрывать, подвозить) — лёгкий грузовой или грузопассажирский автомобиль с открытой грузовой площадкой с невысокими боковыми (откидными или нет) бортами и задним откидным бортом.

## История
Первые развозные пикапы с небольшой платформой для перевозки мелких партий грузов на базе легковых автомобилей с ДВС появились в начале XX века в Европе и в США. Во второй половине 1910-х годов крупнейшие американские автомобилестроительные фирмы Ford, Dodge и Chevrolet развернули их массовую конвейерную сборку.
На протяжении 1910—1970-х годов пикапы считались сугубо утилитарными автомобилями, прежде всего необходимыми фермерам и мелкому бизнесу, и в качестве вспомогательных развозных грузовиков транспортным, сервисным, строительным и дорожно-ремонтным компаниям.
В Европе кузов типа пикап стал сравнительно распространённым перед Первой мировой войной. Ранние пикапы часто использовались и в военных целях, так на их базе оборудовали передвижные радиостанции, кареты скорой помощи и штабные автомобили.
В межвоенный период 1920—1930-х годов на пикапы начали устанавливать пулемёты и зенитные, а позже и противотанковые орудия. После Второй мировой войны пикапы в Западной Европе стали делать преимущественно на базе малолитражных автомобилей, часто с передним приводом.
В Азии наиболее распространены компактные пикапы, в том числе в полноприводном исполнении, которые популярны, прежде всего, на Ближнем Востоке, а также в Юго-Восточной Азии и в Африке. 
В США и Канаде в 1950–1980-х и в Австралии на протяжении 1940–2010-х пользовались спросом легкие пикапы («юты») на базе полноразмерных легковых автомобилей (в Австралии марок Holden и Ford)., производство которых в 2020-х было свёрнуто в связи с прекращением деятельности местных филиалов американских автоконцернов GM и Ford Motor.  
В Южной Африке пикапы используются в качестве патрульных транспортных средств полицейской службой Южной Африки. Аналогично пикапы используются и в прочих странах Третьего мира и Четвёртого мира.

## Использование
Оснащение пикапов корпусами для кемперов обеспечивает небольшое жизненное пространство для кемпинга. Тем не менее, вдвижные кемперы для грузовиков дают пикапу удобства небольшого дома на колёсах, но при этом позволяют оператору снимать и использовать автомобиль независимо
С последней четверти XX века и во всё больших масштабах в первой четвери XXI века пикапы активно используются как носители вооружений, включая пулемёты, миномёты и пусковые установки реактивных снарядов ввиду их дешевизны как средства доставки. Наиболее популярной моделью пикапа, используемой как носитель вооружений, в мире признана Toyota Hilux благодаря своей надёжности и выносливости.